# ثلم سهمي
الثلم السهمي (بالإنجليزية: Sagittal sulcus)‏ أو تلم الجيب السهمي العلوي هو تلم يسير على السطح الداخلي لقبة القحف بتوضع ضمنه الجيب السهمي العلوي. يكوّن هذا التلم ثلاثة عظام هي الجبهي والجداري والقذالي.